# Alles über Sally

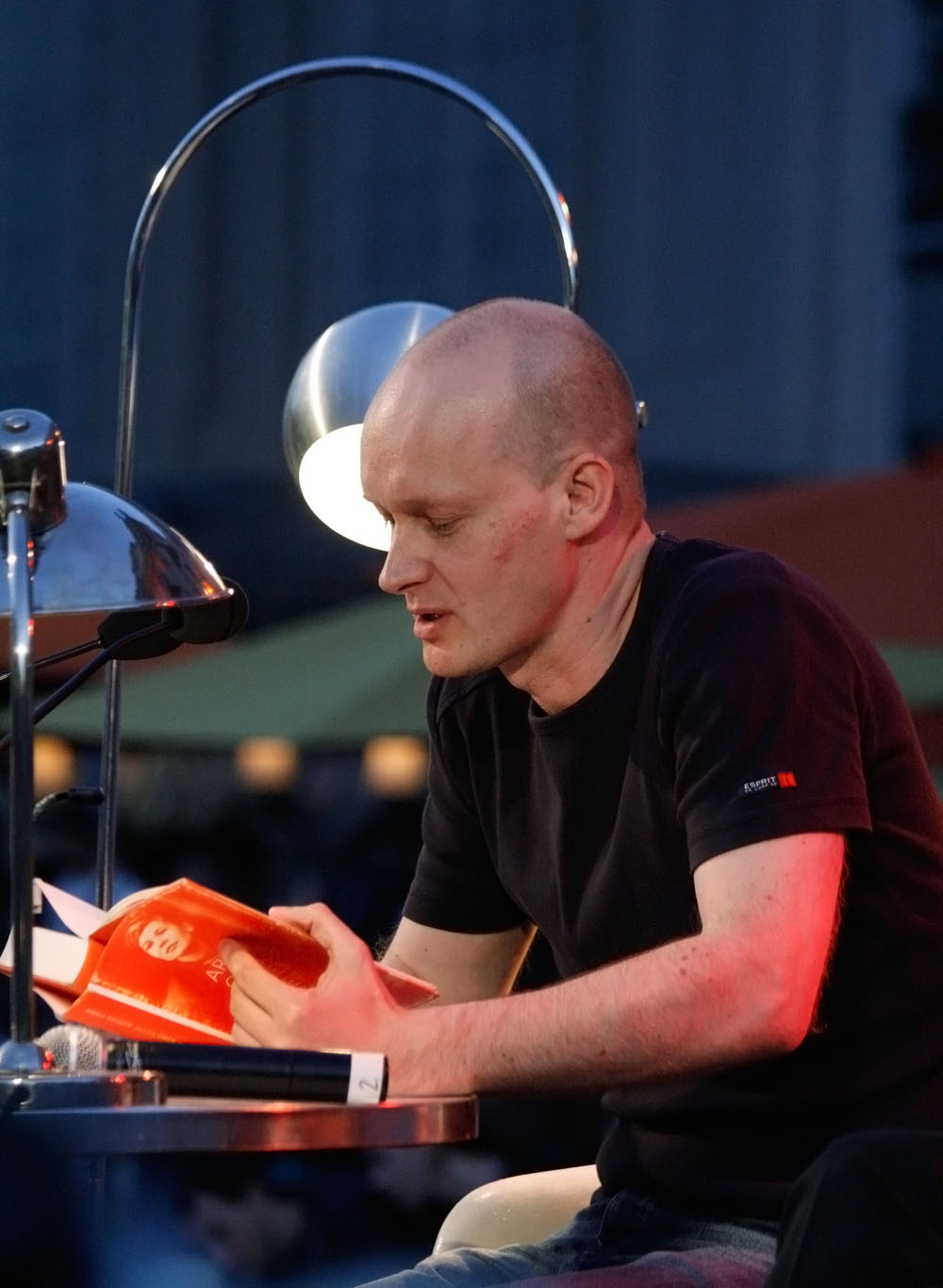
Arno Geiger liest aus Alles über Sally, O-Töne 2010

Alles über Sally ist ein Roman des österreichischen Schriftstellers Arno Geiger, der im Jahr 2010 beim Münchner Carl Hanser Verlag erschien. Die Titelfigur Sally ist eine Frau Anfang 50, die zwischen ihrem Ehemann und einem Liebhaber steht. Der Roman gewann im Jahr 2010 den Vorarlberger Literaturpreis.

## Inhalt
Im Jahr 1977 haben sich der damals 26-jährige Ethnologe Alfred Fink und die 21-jährige Botschaftsangestellte Sally in Kairo kennengelernt. Der aus dem ländlichen Schenkenfelden stammende Alfred ist von der gleichermaßen schönen wie aufregenden Sally betört. Für sie ist der schüchterne und träge Alfred ein willkommener Ruhepol nach zahlreichen Affären. 31 Jahre später sind beide verheiratet, haben drei Kinder und leben in Wien. Alfred ist Museumskurator geworden, Sally Lehrerin. Ihre Beziehung ist längst in Routine erstarrt. Während Alfred zufrieden damit ist, sich von der Welt zurückzuziehen, seine Krankheiten zu pflegen und Tagebuch zu führen, sucht Sally immer wieder nach Ausbrüchen aus der Ehe, die sie in außerehelichen Affären findet.
Wegen eines Einbruchs in ihr Haus muss das Paar vorzeitig von einem Wanderurlaub nach Wien zurückkehren. Vor allem Alfred wirft das Eindringen in seine Intimsphäre und die Zerstörungswut der Diebe – selbst seine Tagebücher wurden vandaliert – aus der Bahn. Sally hingegen treibt sein Selbstmitleid in die Arme ihres Nachbarn Erik, bei dem sie die vermisste Spannung und Erotik wiederentdeckt. Doch die von ihr erhoffte stabile Dreiecksbeziehung zwischen Liebhaber und Ehemann wird von einem Tag auf den anderen zerstört, als Erik seine Frau Nadja verlässt – nicht wegen Sally, sondern wegen einer jungen Russin. Sally, die sich ihren Schmerz nicht anmerken lassen will, wird reizbar und unleidlich. Die Beerdigung eines Kollegen bietet ihr endlich das benötigte Ventil, um die jüngsten Ereignisse zu trauern.
In einem Einschub berichtet Alfred in der Ich-Perspektive seine Sicht auf die Ehe mit Sally. Für ihn ist sie noch immer das Glück seines Lebens, auch wenn sich – wie er es beschreibt – auf das viele Glück der ersten Jahre zuletzt viel Pech gestapelt hat. Er weiß, dass seine Frau ihn nicht so liebt wie er sie und dass sie ihn seit langem betrügt, und dennoch würde er – wie er in einem vom Roman Replay angeregten Gedankenspiel feststellt – sein gesamtes Leben noch einmal genauso leben wollen, nur um am Ende an Sallys Seite zu bleiben. Nachdem sich Sally von ihrer Enttäuschung wieder erholt hat, beginnt auch sie, sich wieder ihrem Mann zuzuwenden. Zwar nicht in jedem Augenblick, doch über lange Sicht liebt sie ihn noch immer. Und während er nach einem Treppensturz durch ein Gipsbein gehandicapt ist, tanzt sie für ihn wie an jenem Tag, als sie in das gemeinsame Haus eingezogen sind.

## Adaptionen
Im Jahr 2012 produzierte der Südwestrundfunk ein Hörspiel nach der Bearbeitung von Leonhard Koppelmann. Die Hauptrollen sprachen Stephanie Eidt und Matthias Brandt. Markus Hering las den Roman als Hörbuch ein.

## Ausgaben
- Arno Geiger: Alles über Sally. Hanser, München 2010, ISBN 978-3-446-23484-0.
- Arno Geiger: Alles über Sally. Dtv, München 2011, ISBN 978-3-423-14018-8.